# David Lelei
David Lelei (10 de mayo de 1971 - 17 de febrero de 2010) fue un corredor keniano de media distancia, que se especializó en los 800 y 1500 metros. Se dedicó a la política aunque su carrera se vio truncada por un accidente de coche en 2010.

## Carrera como atleta
En 1999 Lelei acabó séptimo en la prueba de 1500 metros en los Mundiales de Atletismo de 1999 en Sevilla, consiguió la medalla de plata en esa misma distancia en los Juegos Panafricanos de 1999 de Johannesburgo, y acabó quinto en el Gran Premio IAAF.
Sus mejores marcas fueron el de 1:43.97 minutes en los 800 metros, conseguido en marzo de 2000 en Melbourne; y el de 3:31.53 en los 1500, conseguido en julio de 1998 en Stuttgart. Otras marcas personales en otras distancias fueron el de 2:16.43 eb los 1000 metros (junio de 2003 en Palo Alto), 3:53.14 en la milla (julio de 1999 en Roma) y 5:01.43 en los 2000 metros (junio de 1998 en Praga).

## Carrera como político
Una vez acabada su carrera deportivo, fue director del distrito de Wareng de los Athletics Kenya. Posteriormente se presentó como candidato para la Asamblea Nacional de Kenya en 2007, pero perdió las primarias del Movimiento Democrático Naranja ante Peris Chepchumba, que acabaría consiguiendo su escaño.

### Muerte
El 17 de febrero de 2010 David Lelei murió en un accidente de coche mientras viajaba con su compañero y amigo Moses Tanui en la autopista de Nairobi-Nakuru en el kilómetro 200. Tanui tuvo heridas muy graves en las piernas y en el pecho y fue llevado de urgencia al Hospital St. Mary y después al Hospital de Nairobi para tratamiento especialista. Los doctores describieron su estado antes de llevarlo como "fuera de peligro".